# Новоалександровка (Первомайский район)
Новоалександровка (укр. Новоолександрівка) — посёлок в Первомайском районе Николаевской области Украины.
Население по переписи 2001 года составляло 196 человек. Почтовый индекс — 55244. Телефонный код — 5161.

## Местный совет
55244, Николаевская обл., Первомайский р-н, с. Тарасовка